# Alaska Railroad
| Logo der Alaska Railroad |                      |                                               |                                               |
| |                      |                                               |                                               |
| Streckenlänge: | 750 km               |                                               |                                               |
| Spurweite: | 1435 mm (Normalspur) |                                               |                                               |
| |                      |                                               |                                               |
| \| \| \| Delta Junction im Bau/geplant \| \| \| \| \| Eielson Air Force Base \| \| \| \| \| North Pole \| \| \| \| \| Anschlüsse am Fairbanks International Airport \| \| \| \| \| Fairbanks \| \| \| \| \| Tanana River \| \| \| \| \| Nenana \| \| \| \| \| Anderson \| \| \| \| \| Ferry \| \| \| \| \| Nenana River \| \| \| \| \| Lignite \| \| \| \| \| Healy \| \| \| \| \| Denali \| \| \| \| \| McKinley Park \| \| \| \| \| Cantwell \| \| \| \| \| Chulitna River \| \| \| \| \| Colorado \| \| \| \| \| Honolulu Creek \| \| \| \| \| Hurricane Gulch \| \| \| \| \| Granite Creek \| \| \| \| \| Hurricane \| \| \| \| \| Susitna River \| \| \| \| \| Curry \| \| \| \| \| Talkeetna River \| \| \| \| \| Talkeetna \| \| \| \| \| Wasilla \| \| \| \| \| Palmer \| \| \| \| \| Knik River \| \| \| \| \| Chugiak \| \| \| \| \| Fort Richardson \| \| \| \| \| Anchorage \| \| \| \| \| Anchorage International Airport \| \| \| \| \| Twentymile River \| \| \| \| \| Portage \| \| \| \| \| Whittier \| \| \| \| \| Snow River \| \| \| \| \| Woodrow \| \| \| \| \| \| \| \| \| \| Seward \| \| |                      |                                               |                                               |
| Kopfbahnhof Streckenanfang (Strecke außer Betrieb) |                      | Delta Junction im Bau/geplant                 | Delta Junction im Bau/geplant                 |
| Betriebs-/Güterbahnhof Strecke bis hier außer Betrieb |                      | Eielson Air Force Base                        | Eielson Air Force Base                        |
| Dienststation / Betriebs- oder Güterbahnhof |                      | North Pole                                    | North Pole                                    |
| Abzweig geradeaus und von links |                      | Anschlüsse am Fairbanks International Airport | Anschlüsse am Fairbanks International Airport |
| Bahnhof |                      | Fairbanks                                     | Fairbanks                                     |
| Brücke |                      | Tanana River                                  | Tanana River                                  |
| Bahnhof |                      | Nenana                                        | Nenana                                        |
| Bahnhof |                      | Anderson                                      | Anderson                                      |
| Bahnhof |                      | Ferry                                         | Ferry                                         |
| Brücke |                      | Nenana River                                  | Nenana River                                  |
| Bahnhof |                      | Lignite                                       | Lignite                                       |
| Bahnhof |                      | Healy                                         | Healy                                         |
| Bahnhof |                      | Denali                                        | Denali                                        |
| Bahnhof |                      | McKinley Park                                 | McKinley Park                                 |
| Bahnhof |                      | Cantwell                                      | Cantwell                                      |
| Brücke |                      | Chulitna River                                | Chulitna River                                |
| Bahnhof |                      | Colorado                                      | Colorado                                      |
| Brücke |                      | Honolulu Creek                                | Honolulu Creek                                |
| Brücke |                      | Hurricane Gulch                               | Hurricane Gulch                               |
| Brücke |                      | Granite Creek                                 | Granite Creek                                 |
| Bahnhof |                      | Hurricane                                     | Hurricane                                     |
| Brücke |                      | Susitna River                                 | Susitna River                                 |
| Bahnhof |                      | Curry                                         | Curry                                         |
| Brücke |                      | Talkeetna River                               | Talkeetna River                               |
| Bahnhof |                      | Talkeetna                                     | Talkeetna                                     |
| Bahnhof |                      | Wasilla                                       | Wasilla                                       |
| Abzweig geradeaus, nach links und von links · ehemaliger Kopfbahnhof Streckenende und quer |                      | Palmer                                        | Palmer                                        |
| Brücke |                      | Knik River                                    | Knik River                                    |
| Bahnhof |                      | Chugiak                                       | Chugiak                                       |
| Abzweig geradeaus und von links · Betriebs-/Güterbahnhof Streckenende und quer |                      | Fort Richardson                               | Fort Richardson                               |
| Bahnhof |                      | Anchorage                                     | Anchorage                                     |
| Kopfbahnhof Streckenanfang und quer · Abzweig geradeaus, nach rechts und von rechts |                      | Anchorage International Airport               | Anchorage International Airport               |
| Brücke |                      | Twentymile River                              | Twentymile River                              |
| Bahnhof |                      | Portage                                       | Portage                                       |
| Abzweig geradeaus, nach links und von links · Kopfbahnhof Streckenende und quer |                      | Whittier                                      | Whittier                                      |
| Brücke |                      | Snow River                                    | Snow River                                    |
| Bahnhof |                      | Woodrow                                       | Woodrow                                       |
| Brücke |                      |                                               |                                               |
| Kopfbahnhof Streckenende |                      | Seward                                        | Seward                                        |

Die Alaska Railroad (ARR) ist eine US-amerikanische Eisenbahngesellschaft im Eigentum des Bundesstaats Alaska. Das Streckennetz besteht heute, abgesehen von einigen Nebengleisen, ausschließlich aus einer Hauptstrecke, die von Seward im Süden Alaskas nach Fairbanks im Zentrum des Bundesstaats führt. Es ist isoliert vom restlichen nordamerikanischen Eisenbahnnetz und umfasst eine Länge von 750 Kilometern.
Im Jahr 2014 beförderte die Gesellschaft 468.661 Reisende und rund 4,92 Millionen Tonnen Güter.

## Geschichte

### Bau der Hauptstrecke
1902 wurde die private Alaska Central Railway (ACR) mit dem Ziel gegründet, die Goldfelder bei Fairbanks und die Kohlefelder bei Matanuska mit dem Hafen in Seward zu verbinden. Am 16. April 1904 begann bei Seward der Bau der nordwärts führenden normalspurigen Strecke. Nach der Fertigstellung von 82 Kilometern Strecke bis zum Spencer Loop, einer Schleife, die zur Überwindung eines Abhangs errichtet wurde, musste die ACR 1909 Konkurs anmelden.
Eine am 28. Oktober 1909 neu gegründete Gesellschaft, die Alaska Northern Railway Company (ANR), kaufte die ACR im selben Jahr auf und setzte den Streckenbau bis 1910 um 34 Kilometer bis zum Kern Creek fort. Sie übernahm von der Alaska Central Railway drei der vier Loks und das übrige Wagenmaterial. Lok 3 war bereits 1907 an die Copper River and Northwestern Railway verkauft worden. Im Jahr 1914 musste die ANR ebenfalls in Konkurs gehen. Der Personenverkehr wurde zunächst eingestellt.
Zu diesem Zeitpunkt plante die US-Regierung den Bau einer durchgängigen Verbindung von der Pazifikküste bis nach Fairbanks im Inland. Die Regierung kaufte 1915 die Alaska Northern kurzerhand auf, wandelte sie in die Alaska Engineering Commission Railroad (AECRR) um und setzte den Bahnbau zügig fort. Als Sitz der neuen Bahnverwaltung wurde Ship Creek, das spätere Anchorage, bestimmt. Da auch die Strecke zwischen Seward und Kern noch einmal überarbeitet wurde, konnten bald auch wieder Personenzüge über diesen Abschnitt verkehren. Noch 1915 nahm man die Strecke bis Johnson wieder in Betrieb. 1916 wurden insgesamt fast 100 Kilometer Strecke gebaut, die Gleise führten bis an den Knik Arm nördlich von Anchorage. Anfang 1917 dehnte die AECRR den Personenverkehr bis Grandview aus und im Juni des Jahres wieder bis zum Kern Creek. Am 24. Oktober 1917 war Chickaloon und damit die Kohlefelder bei Matanuska erreicht. Die Strecke nach Chickaloon zweigt in Matanuska von der Hauptstrecke ab und besteht heute nur noch bis Palmer.
Am 31. Dezember 1917 erwarb AECRR die Tanana Valley Railroad (TVR), die ein schmalspuriges Eisenbahnnetz um Fairbanks betrieb, und baute eine neue schmalspurige Zweigstrecke von Happy nach Nenana. Diese wurde am 7. November 1919 eröffnet. Spätestens zu dieser Zeit, wahrscheinlich jedoch schon 1918, endete der Verkehr auf der schmalspurigen Zweigstrecke nach Chena. Am 15. Juni 1922 spurte sie die neugebaute Strecke nach Nenana auf Normalspur um. Der Abschnitt zwischen Happy und Fairbanks wurde dreischienig ausgebaut.
Am 4. März 1919 ging die Hauptstrecke von Matanuska bis Talkeetna in Betrieb. Ende 1920 war die Strecke bis Nenana weitgehend fertig. Lediglich die Hurrican-Gulch-Brücke (eröffnet am 18. August 1921), die Brücke über den Riley Creek (eröffnet im Februar 1922) und die über den Tanana River fehlten. Am 27. Februar 1923 wurde die 397 Meter lange stählerne Mears Memorial Bridge über den Tanana bei Nenana fertiggestellt. Zusätzlich baute man eine Zweigstrecke von Healy nach Suntrana, um dort eine nahe gelegene Kohlemine zu bedienen. Diese Strecke ist heute stillgelegt.
Am 15. Juli 1923 wurde die gesamte Hauptstrecke Seward–Fairbanks im Beisein von US-Präsident Warren G. Harding feierlich eröffnet, nachdem in der ersten Juniwoche die ersten Züge über die Strecke rollten. Gleichzeitig erhielt die Bahngesellschaft den offiziellen Namen Alaska Railroad. Die verbleibende ursprüngliche Strecke der TVR nach Chatanika wurde zunächst weiter schmalspurig betrieben, jedoch am 1. August 1930 stillgelegt und 1931 abgebaut.

### Entwicklung ab 1943
Im Juni 1943 eröffnete man mit der 19 Kilometer langen tunnelreichen Zweigstrecke von Portage nach Whittier nach zwei Jahren Bauzeit eine weitere Anbindung an die Küste, die benötigt wurde, falls der Hafen in Seward Ziel von Luftangriffen durch die Japaner sein sollte. Der 4,3 Kilometer lange Whittier Tunnel wurde damit der längste Tunnel der ARR. In Whittier baute man gleichzeitig einen großen Fährhafen, von wo aus Schiffe in Richtung Seattle starten.
Am 15. Juni 1944 fuhren die ersten beiden Dieselloks auf der ARR. Dennoch fuhren noch bis 1966 von Dampfloks gezogene Züge auf den Strecken der Bahn. 1951 erfolgte eine Streckenverlegung zwischen den Haltepunkten Tunnel und Spencer südlich von Anchorage. Der Spencer Loop wurde durch eine gerade Streckenführung ersetzt. Dennoch führte die Konkurrenz der Straße 1953 zur Einstellung des Personenverkehrs nach Seward, der erst 2000 wieder aufgenommen wurde. Im November 1956 war die Alaska Railroad vollständig auf Diesellokomotiven umgestellt.
Das Erdbeben von 1964 traf die Bahn hart, einige Streckenteile südlich von Anchorage waren weggebrochen und mussten völlig neu gebaut werden. Nach einer Woche fuhren die ersten Züge wieder von Anchorage nach Fairbanks. Nach drei Wochen erreichte der erste Zug Whittier und erst nach mehreren Monaten konnten wieder Züge nach Seward fahren. Im Mai 1968 wurde der größte Teil der Zweigstrecke in die Matanuska-Kohlefelder stillgelegt. Im Frühjahr 1972 baute die Bahngesellschaft eine 16,4 Kilometer lange Verlängerungsstrecke von Fairbanks zum internationalen Flughafen der Stadt.
Am 5. Januar 1985 kaufte der Staat Alaska die Bahn der Bundesregierung ab. Am 28. September 2011 wurde bei Salcha der Grundstein für die Brücke über den Tanana River gelegt, um die Bahnstrecke bis nach Delta Junction zu erweitern. Die Brücke wurde im Jahr 2014 fertiggestellt. Damit beabsichtigt die Regierung die Land- und Bauwirtschaft in der Region zu beleben.

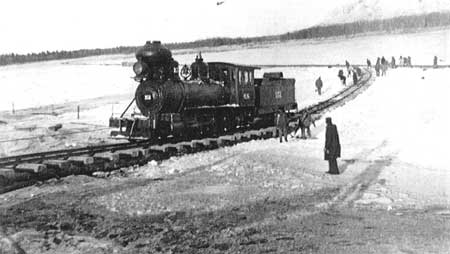
Am Tanana River vor 1923
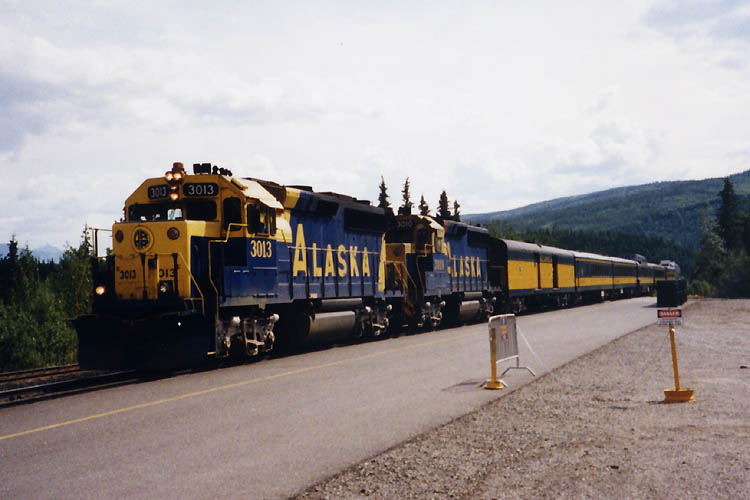
Reisezug der ARR in Denali, Juli 1998
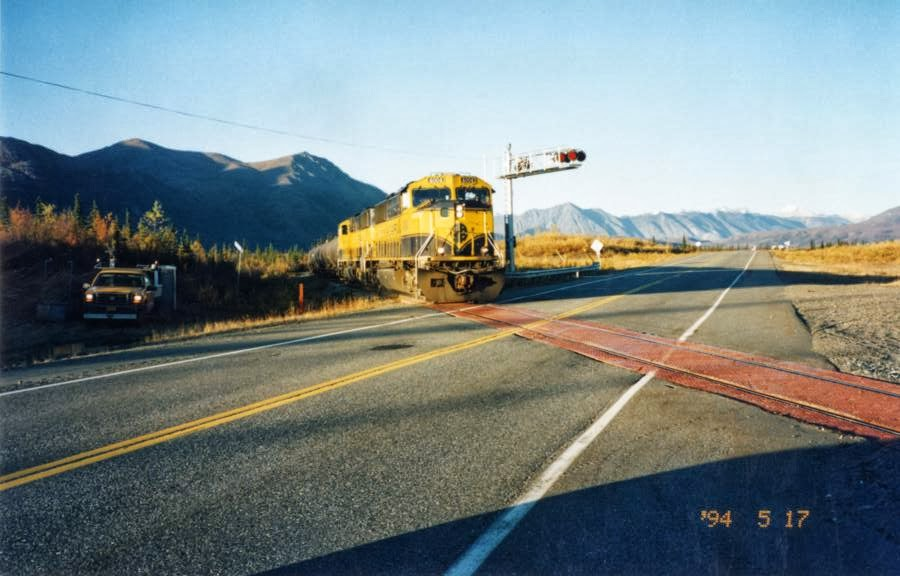
Kreuzung mit Highway No.3, 1994
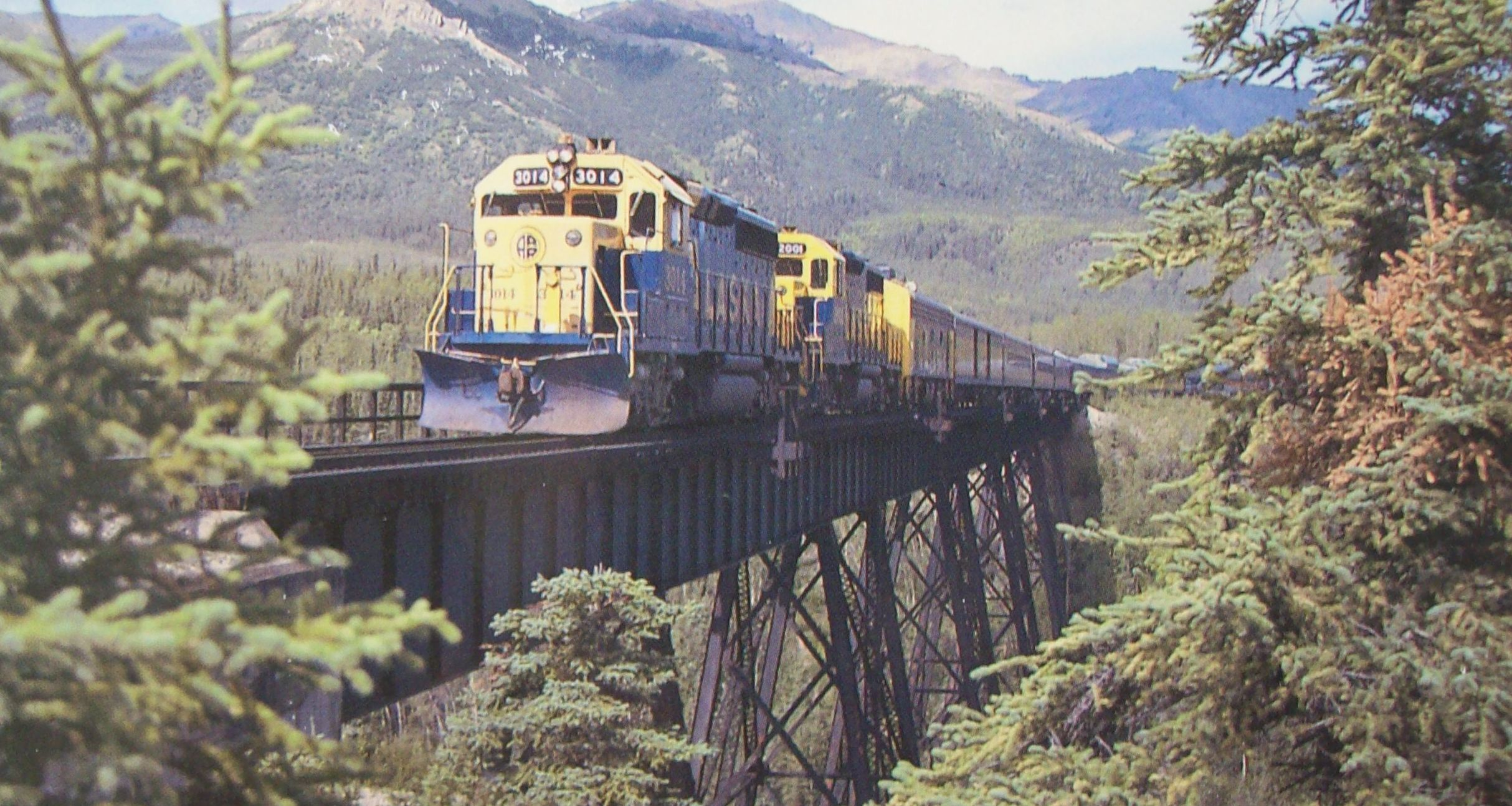
Personenzug

## Personenverkehr
Der Fahrplan vom Februar 1913 sah ein Zugpaar Seward–Kern Creek vor, das nur an Werktagen verkehrte. Der Zug fuhr um 8 Uhr früh in Seward ab. Um 12:30 Uhr fuhr er zurück nach Seward. Die Fahrzeit betrug dreieinhalb Stunden.
Nach dem Fahrplan vom Dezember 1933 gab es damals einen wöchentlich verkehrenden Zug von Seward nach Fairbanks und zurück. Der Zug übernachtete in beiden Richtungen in Curry, die Reisenden konnten dort in einem bahneigenen Hotel schlafen. Die wöchentliche Runde des Zuges begann freitags um 8:30 Uhr in Fairbanks. 17:15 Uhr war Curry erreicht. Samstags um 7:30 Uhr früh fuhr der Zug von Curry nach Seward, wo er um 18:00 Uhr ankam. Die Rückfahrt begann sonntags morgens um 7:30 Uhr mit Ankunft in Curry um 18:00 Uhr. Montags um 7:30 Uhr setzte der Zug seine Fahrt nach Fairbanks fort, das schließlich um 16:15 Uhr erreicht wurde. In Anchorage hatte der Zug in beide Richtungen eine Stunde Aufenthalt, in Healy einen solchen von einer halben Stunde. Beide Aufenthalte konnten zum Mittagessen genutzt werden. Die Zweigstrecke nach Chickaloon war offenbar schon teilweise stillgelegt, der Fahrplan verzeichnet die Strecke nur noch bis Eska.
Der Fahrplan vom September 1964 sah einen Tageszug, der samstags von Anchorage nach Fairbanks und sonntags zurückfuhr, sowie einen Nachtzug, der dienstags abends in Anchorage abfuhr und donnerstags früh dort wieder ankam, vor. Weiterhin fuhr montags bis freitags ein gemischtes Zugpaar Anchorage–Whittier. Die in Matanuska abzweigende Güterstrecke führte zu dieser Zeit nur noch bis Jonesville, der Suntrana Branch war noch in Betrieb.
2022 fahren im Sommerhalbjahr insgesamt vier Züge:
- Der Coastal Classic verkehrt im Sommer täglich zwischen Anchorage und Seward. In Seward hat der Zug sieben Stunden Aufenthalt, sodass die Möglichkeit für Tagesausflüge besteht.
- Der Denali Star fährt täglich als Tagesexpresszug zwischen Anchorage und Fairbanks. Die Fahrzeit beträgt für ca. 580 km etwa 12 Stunden (knapp 50 km/h).
- Der Glacier Discovery verkehrt täglich zwischen Anchorage und Grandview über Whittier.
- Der Hurrican Turn fährt nur donnerstags bis montags zwischen Talkeetna und Hurrican. Er hält dabei an allen Stationen und ist einer der letzten Züge mit Bedarfshalten in den USA. Er dient hauptsächlich den Bewohnern entlang der Strecke als Zubringer zu Märkten und als Lieferdienst für Lebensmittel und Gebrauchswaren.

Der Winterfahrplan sieht nur zwei Züge vor:
- Der Hurrican Turn verkehrt am jeweils ersten Donnerstag im Monat zwischen Anchorage und Hurricane mit Halt bei Bedarf an allen Stationen.
- Der Aurora Winter fährt samstags von Anchorage nach Fairbanks und sonntags von Fairbanks nach Anchorage. Dabei sind Bedarfshalte an allen Stationen möglich.

Daneben verkehren zusätzliche Ausflugszüge an bestimmten Tagen im Sommer.

## Fahrzeuge
1936 verfügte die ARR über 27 Dampflokomotiven, 16 Triebwagen, 40 Personen- und 858 Güterwagen. Heute besitzt die Gesellschaft 51 Diesellokomotiven, wobei den Großteil davon 28 Diesellokomotiven des Typs SD70MAC von EMD und 4000 PSp Leistung stellen. Sie werden im Personen- und im Güterverkehr eingesetzt.

## Ökologische Aspekte
Elche bewegen sich bei größeren Schneehöhen gerne auf den geräumten Gleisen. Durch Kollisionen mit Zügen werden jeden Winter einige Dutzend Elche getötet, wobei die Zahl mit der Schneefallmenge korreliert. So wurden im Winter 2011/2012 292 Tiere getötet, in den vergleichsweise schneearmen Wintern zwischen 2005 und 2008 sowie 2012 bis 2015 hingegen jeweils etwa 50 Tiere.

## Die ARR in den Medien
Der Action-Thriller Runaway Train von 1985 wurde maßgeblich auf den Strecken der ARR gedreht. Das Logo der Bahngesellschaft durfte jedoch nicht gezeigt werden. Der Film wurde dreimal für den Oscar sowie für den Golden Globe Award nominiert. Balto – Ein Hund mit dem Herzen eines Helden (Originaltitel: Balto) ist ein US-amerikanischer Zeichentrickfilm aus dem Jahr 1995, der auf einer wahren Begebenheit basiert. Das Diphtherie-Serum wird mit der ARR bis Anchorage transportiert, wo die Hundeschlitten danach übernehmen.
Die ARR ist auch Gegenstand einer TV-Dokumentationsserie der Discovery Communications. Die Serie Railroad Alaska umfasst bis heute (Dezember 2020) 3 Staffeln mit insgesamt 24 Folgen und wurde im deutschsprachigen Raum erstmals ab dem 1. Mai 2014 auf DMAX gesendet. Die Serie thematisiert das Leben der Alaskaner an und mit der Eisenbahn in der unwirtlichen und rauen Landschaft. Gezeigt wurde u. a. der „Tundra-Truck“, ein LKW auf Schienen, der die Siedler mit Gas und Dieselöl versorgt, die vorsorgliche Sprengung einer lawinengefährdeten Stelle mittels einer Haubitze oder das Ein- und Aussteigen der Siedler an freier Strecke, um mit dem nur einmal wöchentlich verkehrenden Personenzug in die nächste Siedlung – hier Talkeetna – zu gelangen.